# 米勒海崖

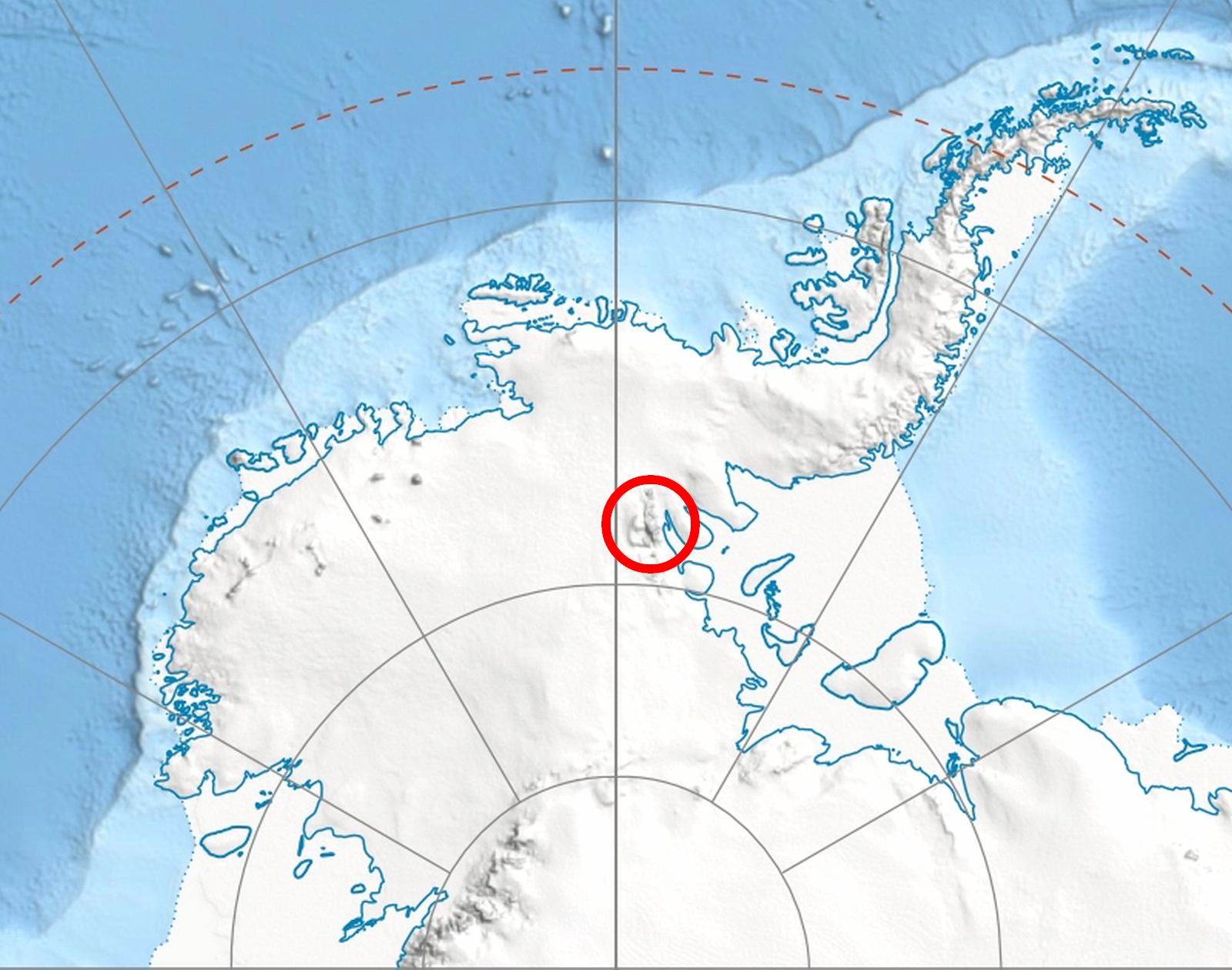

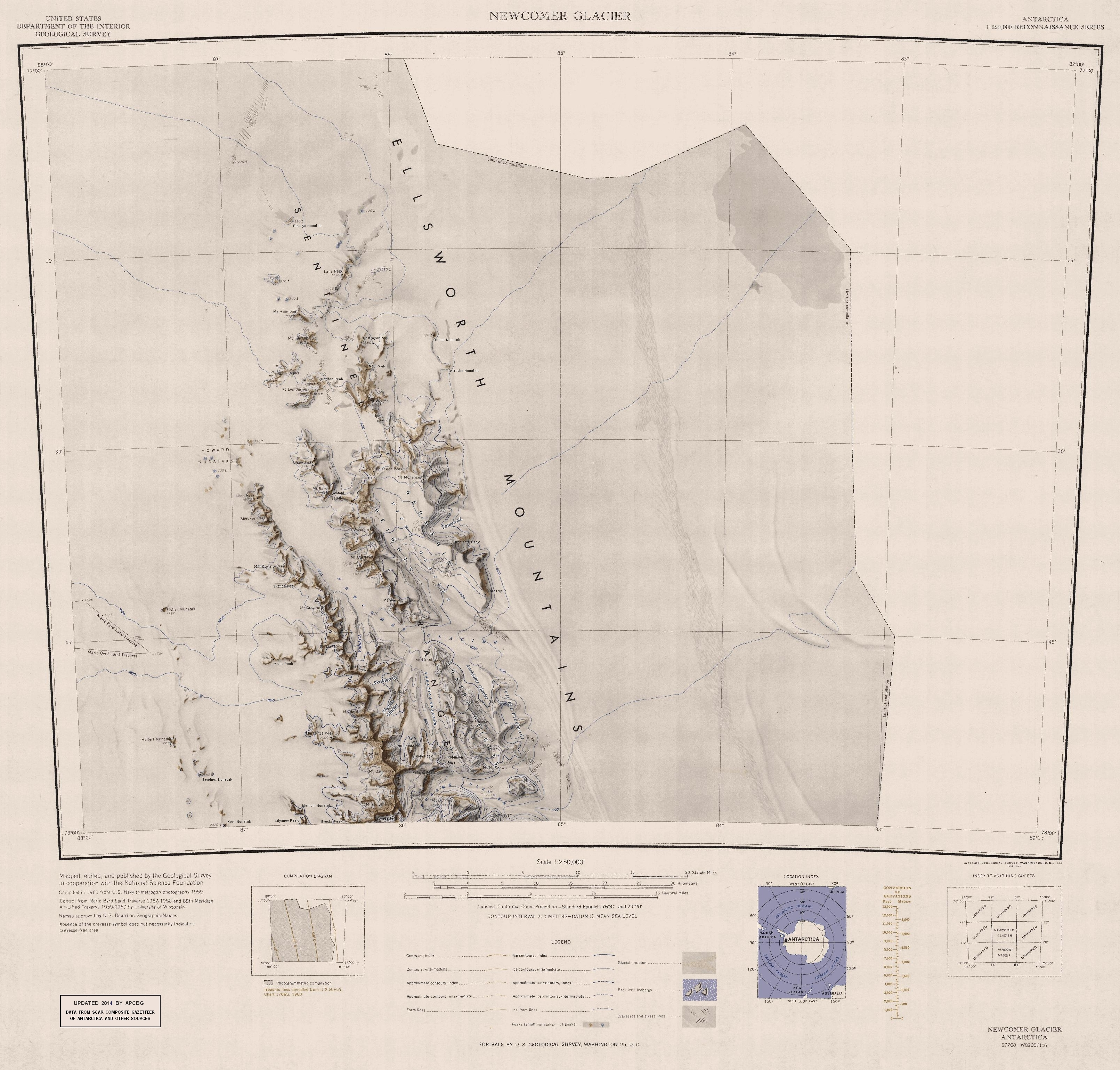

米勒海崖（英語：Miller Bluffs），是南極洲的海崖，位於埃爾斯沃思地，屬於埃爾斯沃思山脈中森蒂納爾嶺的一部分，長28公里，在1935年11月23日由美國探險隊拍攝照片，現時由南極條約體系管理。